# Schmiedbach (Siegbach, Grafenmühle)
Der Schmiedbach ist ein über 3 km langer Bach im Gebiet der Marktgemeinde Siegenburg im bayerischen Landkreis Kelheim, der nach lange fast nördlichem, zuletzt fast östlichem Lauf kurz vor der Grafenmühle von links in den Siegbach mündet, einen rechten Zufluss der Abens.
Der Siegbach hat weiter oben am Lauf im Pfarrdorf Pürkwang der Gemeinde Wildenberg einen weiteren, kleineren Zufluss desselben Namens Schmiedbach.

## Geographie

### Verlauf
Der Schmiedbach entspringt auf etwa 437 m ü. NHN am Nordrand des Siegenburger Weilers Holzleithen an Westrand einer Hügelwaldinsel. Er fließt von Anfang an in einer wenig eingetieften Mulde etwa nordwärts durch eine Hügellandschaft mit Hopfenfeldern mit teilweise kleinen Waldstücken am rechten Talhang. Kurz vor dem  Dorf Oberumelsdorf durchfließt er einen kleinen Teich. Von diesem Dorf an läuft die Verbindungsstraße nach dem Pfarrdorf Niederumelsdorf, das überwiegend links des Tallaufs liegt und wo die Kreisstraße KEH 3 die Talmulde kreuzt. Danach bleibt das Tal wieder frei von öffentlichen Fahrstraßen. Nach den letzten Häusern von Niederumelsdorf wenden sich Tal und Bach nach Osten und reichlich einen halben Kilometer danach mündet der Schmiedbach auf etwa 401 m ü. NHN neben einer Überfahrt über diesen etwa 0,4 km vor der Grafenmühle in den Siegbach.
Unmittelbar gegenüber der Mündung geht vom Siegbach ein Graben nach rechts ab, der nach etwa 0,9 km langem Lauf an dessen rechtem Auenrand entlang unterhalb der Grafenmühle von rechts in diesen zurückmündet.

### Einzugsgebiet
Das 29,1 km² große Einzugsgebiet liegt, naturräumlich gesehen, in der Hallertau, einer großen Hopfenanbauzone, die zum Donau-Isar-Hügelland gehört, einem Teil des Nördlichen Alpenvorlandes.

### Zuflüsse und Seen
Liste der Zuflüsse und  Seen von der Quelle zur Mündung. Mit Gewässerlänge, Seefläche und Einzugsgebiet und Höhe. Andere Quellen für die Angaben sind vermerkt.
- Durchfließt auf etwa 424 m ü. NHN einen Teich vor Siegenburg-Oberumelsdorf, ca. 0,2 ha.
- (Bach aus dem Feldgewann Trattl), von links auf etwa 413 m ü. NHN in Siegenburg-Niederumelsdorf unmittelbar vor der Schmiedbachquerung der KEH 3, 1,2 km und 0,7 km². Wegseitengraben.
- (Bach aus der Mulde zwischen Weinberg und Eglseeberg), von links auf etwa 404 m ü. NHN nach Niederumelsdorf an der Ostkehre des Schmiedbachs, 1,0 km und unter 0,3 km². Graben neben Weg und zwischen Feldgrundstücken.

### BayernAtlas („BA“)
Amtliche Online-Gewässerkarte mit passendem Ausschnitt und den hier benutzten Layern: Lauf und Einzugsgebiet des Schmiedbachs

Allgemeiner Einstieg ohne Voreinstellungen und Layer: BayernAtlas der Bayerischen Staatsregierung (Hinweise)
1. 1 2 3  Höhe abgefragt auf dem Hintergrundlayer Amtliche Karte (Rechtsklick).
2. 1 2  Länge abgemessen auf dem Hintergrundlayer Amtliche Karte.
3. ↑  Seefläche abgemessen auf dem Hintergrundlayer Amtliche Karte.

### Gewässerverzeichnis Bayern („GV“)
1. 1 2  Länge nach: Verzeichnis der Bach- und Flussgebiete in Bayern – Flussgebiet Lech bis Naab, Seite 75 des Bayerischen Landesamtes für Umwelt, Stand 2016 (PDF; 2,9 MB) (Für die Zuflüsse auch die Folgeseite. Seitenzahl kann sich ändern.)
2. 1 2  Einzugsgebiet nach: Verzeichnis der Bach- und Flussgebiete in Bayern – Flussgebiet Lech bis Naab, Seite 75 des Bayerischen Landesamtes für Umwelt, Stand 2016 (PDF; 2,9 MB) (Für die Zuflüsse auch die Folgeseite. Seitenzahl kann sich ändern.)

### Sonstige
1. ↑  Otto Sporbeck, Hansgeorg Schlichtmann: Geographische Landesaufnahme: Die naturräumlichen Einheiten auf Blatt 173 Ingolstadt. Bundesanstalt für Landeskunde, Bad Godesberg 1990. → Online-Karte (PDF; 3,6 MB)